# 山塔那合唱團
山塔那合唱團（英語：Santana）是1966年由墨西哥裔美國吉他手卡洛斯·山塔那成立於加州舊金山的拉丁音樂與搖滾樂團。樂團在1969年的胡士托音樂節上以演奏名曲〈Soul Sacrifice〉引起了公眾的注意。這一曝光帶動了他們的首張專輯《Santana》，以及後來兩年的《Abraxas》和《Santana III》。樂團的成員變動十分頻繁。僅管不失其拉丁音樂的本質，但隨著卡洛斯·山塔那越來越多地與斯里·錢莫大師的交流，把樂團的音樂帶往更深奧的層次。
1998年，山塔那合唱團以成員卡洛斯·山塔那、「切皮托」荷賽·阿雷亞斯、大衛·布朗、葛雷格·羅利、麥可·卡拉貝洛和麥可·施里夫共六人入選搖滾名人堂。樂團獲得了9項格萊美獎和以及在2000年獲得3項拉丁格萊美獎。卡洛斯·山塔那自己也以個人身分在1988年贏得格萊美獎。樂團已在全球銷售超過1億張唱片，使其成為有史以來世界上最暢銷的樂團之一。2013年，山塔那合唱團以經典陣容錄製專輯《Santana IV》並在2016年4月15日發行。他們有著在一夜之間獲得最多格萊美獎的紀錄（以《Supernatural》和其中的歌曲奪得9座）。

## 成員
現任成員
| 主要陣容 - 卡洛斯·山塔那 – 主音吉他、歌手、打擊樂器 (1966–現在) - 班尼·里特弗爾德（Benny Rietveld） – 貝斯 (1990–1992、1997–現在) - 卡爾·佩拉佐（Karl Perazzo） – 打擊樂器 (1991–現在) - 托尼·林賽（Tony Lindsay） – 歌手 (1991、1995–2003、2012–現在) - 安迪·巴爾加斯（Andy Vargas） – 歌手 (2000–現在) - 比爾·歐提茲（Bill Ortiz） – 小號 (2000–現在) - 傑夫·克萊斯曼（Jeff Cressman） – 長號 (2000–現在) - 托米·安東尼（Tommy Anthony） – 節奏吉他、歌手 (2005–現在) - 大衛·K·馬修斯（David K. Mathews） – 鍵盤 (2011–現在) - 佩奧利·梅吉亞斯（Paoli Mejías） – 打擊樂器 (2013–現在) - 辛蒂·布萊克曼·山塔那 – 爵士鼓 (2015–現在) - 雷·格林（Ray Greene） – 歌手 (2016–現在) | 經典陣容 - 卡洛斯·山塔那 – 主音吉他、歌手 (1966–現在) - 尼爾·尚恩 – 節奏吉他 (1971–1972、2013–現在) - 葛雷格·羅利 – 鍵盤、歌手 (1966–1972、1982、1987–1988、2013–現在) - 麥可·卡拉貝洛 – 打擊樂器 (1966–1967、1969–1971、2013–現在) - 麥可·施里夫 – 爵士鼓 (1969–1974、1978、1988、2013–現在) - 「切皮托」荷賽·阿雷亞斯 – 打擊樂器 (1969–1971、1972–1973、1974–1975、1976–1977、1988–1989) - 大衛·布朗 – 貝斯 (1967–1971、1974–1976；2000年去世) 支援樂手 - 卡爾·佩拉佐 – 打擊樂器 (1991–現在) - 班尼·里特弗爾德 – 貝斯 (1990–1992、1997–現在) |

前成員
| - 馬庫斯·馬隆 – 打擊樂器 (1967–1969) - 湯姆·福瑞澤（Tom Fraser） – 吉他 (1966–1967) - 古斯·羅德里奎（Gus Rodriguez） – 貝斯 (1966–1967) - 羅德·哈爾波（Rod Harper） – 爵士鼓 (1966–1967) - 鮑伯·利文斯頓（Bob Livingston） – 爵士鼓 (1967–1969) - 弗朗西斯科·阿瓜貝拉 – 打擊樂器 (1969–1971；2010年去世) - 湯姆·拉特利（Tom Rutley） – 貝斯 (1971–1972) - 巴迪·邁爾士 – 爵士鼓、打擊樂器 (1971、1972)、歌手、吉他 (1986、1987；2008年去世) - 皮特·埃斯科維多 – 打擊樂器 (1971、1977–1979) - 寇克·埃斯科維多 – 打擊樂器 (1971–1972；1986年去世) - 里科·雷耶斯（Rico Reyes） – 打擊樂器 (1970–1972) - 維克多·潘多亞（Victor Pantoja） – 打擊樂器 (1971) - 湯姆·科斯特 – 鍵盤 (1972–1978、1983–1984) - 阿曼多·裴拉查 – 打擊樂器 (1972–1976、1977–1990；2014年去世) - 理查德·凱爾莫德（Richard Kermode） – 鍵盤 (1972–197；1996年去世) - 道格·羅希 – 貝斯 (1972–1974；1979年去世) - 「米果」詹姆士·路易斯 – 打擊樂器 (1972–1973) - 里昂·湯瑪士 – 歌手 (1973；1999年去世) - 里昂·錢克勒 – 爵士鼓 (1974–1976、1988；2018年去世) - 里昂·帕蒂略 – 歌手 (1974–1975、1976) - 朱爾斯·布魯沙德（Jules Broussard） – 薩克斯風 (1974–1975) | - 葛雷格·沃克（Greg Walker） – 歌手 (1975–1976、1976–1979、1983–1985) - 勞爾·雷科（Raul Rekow） – 打擊樂器 (1976–2013；2015年去世) - 蓋洛·比爾希 – 爵士鼓 (1976、1991；1996年去世) - 格雷厄姆·萊爾 – 爵士鼓 (1976–1983、1985–1987) - 路德·拉布 – 歌手 (1976；2006年去世) - 喬爾·巴迪（Joel Badie） – 歌手 (1976) - 拜倫·米勒（Byron Miller） – 貝斯 (1976) - 帕勃羅·特雷茲（Pablo Telez） – 貝斯 (1976–1977) - 大衛·馬爾根（David Margen） – 貝斯 (1977–1982) - 克里斯·索貝格（Chris Solberg） – 吉他 (1978–1980) - 克里斯·瑞尼（Chris Rhyne） – 鍵盤 (1978–1979) - 羅素·圖布斯（Russell Tubbs） – 長笛 (1978–1979) - 艾力克斯·利格特伍 – 歌手 (1979–1983、1984–1985、1987、1989–1991、1992–1994) - 艾倫·帕斯奎亞 – 鍵盤 (1979–1980) - 奧雷斯特斯·維拉托（Orestes Vilató） – 打擊樂器 (1980–1987) - 理查德·貝克（Richard Baker） – 鍵盤 (1980–1982) - 查斯特·D·湯普森（Chester D. Thompson） – 鍵盤 (1983–2009) - 凱思·瓊斯（Keith Jones） – 貝斯 (1983–1984、1989) - 大衛·桑奇奧斯 – 鍵盤 (1984) | - 查斯特·C·湯普森 – 爵士鼓 (1984) - 阿爾馮索·強森 – 貝斯 (1985–1989、1992) - 斯特林·克魯（Sterling Crew） – 鍵盤 (1986) - 沃爾弗雷多·雷耶斯（Walfredo Reyes） – 爵士鼓 (1989–1991、1992–1993) - 比利·詹森（Billy Johnson） – 爵士鼓 (1991、1994、2000–2001) - 梅朗·道夫（Myron Dove） – 節奏吉他、高音貝斯 (1992–1996、2003–2005) - 沃里斯·庫珀（Vorriece Cooper） – 歌手 (1992–1993) - 奧蘭·柯川（Oran Coltrane） – 薩克斯風 (1992) - 羅德尼·霍姆斯（Rodney Holmes） – 爵士鼓 (1993–1994、1997–2000) - 湯米·布拉德福德（Tommie Bradford） – 爵士鼓 (1994) - 柯提斯·薩爾加度 – 歌手、口琴 (1995) - 奧蘭西奧·爾南德斯 – 爵士鼓 (1997) - 瑞奇·韋爾曼（Ricky Wellman） – 爵士鼓 (1997) - 丹尼斯·錢伯斯 – 爵士鼓 (2002–2013) - 弗雷迪·拉弗爾（Freddie Ravel） – 鍵盤 (2009–2010) - 「佩佩」荷賽·希門尼斯（José "Pepe" Jimenez） – 爵士鼓 (2014–2015) - 克里斯多福·A·史考特（Christopher A. Scott） – 貝斯、歌手 (2002–2005) |

## 作品
- 《Santana（英语：Santana (1969 album)）》（1969年8月30日）
- 《Abraxas（英语：Abraxas (album)）》（1970年9月23日）
- 《Santana（英语：Santana (1969 album)）》（1971年9月）
- 《Caravanserai（英语：Caravanserai (album)）》（1972年10月11日）
- 《Welcome（英语：Welcome (Santana album)）》（1973年11月9日）
- 《Borboletta（英语：Borboletta）》（1974年10月）
- 《Amigos（英语：Amigos (Santana album)）》（1976年3月26日）
- 《Festival（英语：Festival (Santana album)）》（1977年1月）
- 《Inner Secrets（英语：Inner Secrets）》（1978年10月）
- 《Marathon（英语：Marathon (Santana album)）》（1979年9月）
- 《Zebop!（英语：Zebop!）》（1981年4月29日）
- 《Shangó（英语：Shangó (Santana album)）》（1982年8月）
- 《Beyond Appearances（英语：Beyond Appearances）》（1985年2月）
- 《Freedom（英语：Freedom (Santana album)）》（1987年2月）
- 《Spirits Dancing in the Flesh（英语：Spirits Dancing in the Flesh）》（1990年6月）
- 《Milagro（英语：Milagro (Santana album)）》（1992年5月）
- 《Supernatural（英语：Supernatural (Santana album)）》（1999年6月15日）
- 《Shaman（英语：Shaman (album)）》（2002年10月22日）
- 《All That I Am（英语：All That I Am (Santana album)）》（2005年10月31日）
- 《Guitar Heaven（英语：Guitar Heaven: The Greatest Guitar Classics of All Time）》（2010年9月21日）
- 《Shape Shifter（英语：Shape Shifter (album)）》（2012年5月14日）
- 《Corazón（英语：Corazón (Santana album)）》（2014年5月6日）
- 《Santana IV（英语：Santana IV）》（2016年4月15日）
- 《Africa Speaks（英语：Africa Speaks (album)）》（2019年6月7日）

## 外部連結
- 官方網站 （页面存档备份，存于）
- 搖滾名人堂網站上的山塔那合唱團
- Santana在Allmusic上的頁面
- JamBase Interview: Spirit Talk with Carlos Santana （页面存档备份，存于）
- ultimateclassicrock.com "Carlos Santana Reuniting Original Group" （页面存档备份，存于）